# هوغو مارتينيز (سياسي)
هوغو مارتينيز (بالإسبانية: Hugo Martínez) هو سياسي سلفادوري، ولد في 2 يناير 1968. حزبياً، نشط في جبهة فارابوندو مارتي للتحرير الوطني.